# Sant Joan Baptista d'Horta de Sant Joan
Sant Joan Baptista d'Horta de Sant Joan és una església de la diòcesi de Tortosa, situada a Horta de Sant Joan (Terra Alta) i inclosa a l'Inventari del Patrimoni Arquitectònic de Catalunya.

## Descripció
És una església gòtica d'una sola nau, capçalera poligonal i cinc capelles laterals. Al mig entre dues capelles s'obre una portalada d'arc apuntat amb arquivoltes i pinacles. La nau és coberta per una volta de creueria amb tres arcs formers i l'absis per una volta gallonada. Als peus de la nau es troba el cor, sota una volta rebaixada amb barana de pedra treballada.
L'exterior presenta grans contraforts amb finestres apuntades, molt esveltes, intercalades. La coberta, de teula, està sobrealçada respecte al nivell original. La façana principal consta d'una petita porta d'entrada, amb motllures, coronada per un ull de bou superior. Al damunt hi ha un interessant sistema de desguàs i un magnífic cos de campanes.

## Història
Fou iniciada en començar el segle XIV i acabada al segle xvi, moment en què es va ampliar la nau per la banda dels peus, amb un últim tram, i es va construir un cor elevat sobre una volta molt rebaixada pròpia del gòtic tardà. El campanar d'espadanya, que corona la façana, fou remodelat al segle xvii. Els vitralls són del segle xx.